# هارولد خيلمان
هارولد خيلمان (بالإنجليزية: Harold Gilman)‏ (و. 1876 – 1919 م) هو رسام بريطاني، ولد في مقاطعة سومرست، توفي في لندن، عن عمر يناهز 43 عاماً، بسبب وباء إنفلونزا 1918، وإنفلونزا.

## التعليم
تعلم في كلية براسينوز ‏، وتعلم في كلية سلايد للفنون الجميلة ‏
.

## روابط خارجية
- هارولد خيلمان على موقع الموسوعة البريطانية (الإنجليزية)